# 이재명계
이재명계(李在明系) 또는 친이재명계(親李在明系), 친명(親明)은 대한민국 제21대 대통령 이재명의 정치적 이념을 따르는 지지자들이나 그의 측근이었던 정치 세력을 지칭하는 단어이다. 경기도 및 성남시 지역에 기반을 둔 정치인들이 많이 포진되어 있다. 제20대 대통령 선거 더불어민주당 후보 경선에서 친이재명계(親李在明系)가 더불어민주당의 주류로 성장하는 과정에서 이낙연 지지자들에게 견제를 받았다. 이재명이 제20대 대통령 선거에서 낙선한 이후 신규 지지자들이 민주당에 대거 가입했다. 더불어민주당 제5차 전당대회에서 이재명이 77.77%의 득표율로 당대표로 선출되고 최고위원도 친명계(친이재명계)가 5인중 4인을 차지하며 더불어민주당의 주류로 완전히 자리잡았다. 이후 이재명은 22대 총선 압승, 85.4% 득표로 당대표 연임에 성공했다. 결국 제21대 대선에서 이재명이 대통령에 당선되면서 민주당을 넘어 2025년 현재 대한민국 정치를 이끌어가는 핵심 세력이 되었다. 반대말로는 '비명', '비이재명계'가 있다.

## 정치 성향
더불어민주당 당내에서 진보파의 역할을 맞고 있으며 상대적으로 진보주의 성향이 강한 편이다. 빠른 사회개혁 및 프랭클린 루스벨트와 유사한 뉴딜 정책을 롤모델로 둔 현대자유주의 및 아메리칸 레프트와 비슷한 아젠다를 펼치기도 한다. 이재명 역시 자신의 롤모델을 루스베트라고 언급하기도 했다. 이러한 개혁 성향으로 인해 기존 친문 성향의 40대와 50대 지지층을 흡수하면서 오히려 더불어민주당 주요 당내보다 지난날 옛 열린민주당 세력에서의 지지율이 더 높았다.
여러 언론들에서는 더불어민주당 내 강경파라고 언급되고 있다. 다만 이재명계 자체도 과거보다는 온건한 입장을 선택하는 편이며 당내 강경론에 대하여 비판적인 입장을 취하거나 온건한 선택을 지지하는 경향도 보인다. 이재명 역시 2017년에 비하여 경제적으로 온건한 접근법은 취하고 있으며 본인을 친기업적 이라고 언급하기도 했다.

## 같이 보기
- 이재명
- 친문
- 친노
- 참여계
- 동교동계
- 정동영
- 문재인
- 대통합민주신당
- 더불어민주당
- 기본소득당
- 열린민주당
- 상도동계
- 친이명박계
- 친박
- 친안
- 친윤
- 친유